# Résistance intérieure polonaise pendant la Seconde Guerre mondiale

La Kotwica, symbole de l'Armia Krajowa, constituée des lettres P et W pour « Pomścimy Wawer » (« Nous vengerons Wawer »).

La Résistance polonaise pendant la Seconde Guerre mondiale, avec l'Armia Krajowa (Armée de l’intérieur ou AK) à son avant-garde, fut le plus grand mouvement de résistance dans toute l'Europe occupée[a], couvrant les zones d'occupation allemande et soviétique. Dans tous les pays occupés d’Europe existaient des structures souterraines, mais il n’y a que sur le territoire de la Pologne occupée qu’existait un véritable État clandestin avec son pouvoir exécutif, ses partis politiques, son administration et son armée secrète aux ordres du Gouvernement polonais exilé à Londres. Ce gouvernement, qui s'est reconstitué à l'étranger après la défaite en septembre 1939, pour continuer, au nom du peuple polonais, la lutte contre l'agresseur, était reconnu par une majorité de Polonais, par les Alliés et même quelque temps par les Soviétiques.
Sur le plan international, la Résistance polonaise est connue pour avoir apporté des renseignements militaires aux Alliés, avoir perturbé les lignes d'approvisionnement allemandes du front de l'Est et avoir contribué à alerter le monde sur la mise en œuvre de la solution finale et sauver des vies juives de la Shoah en Pologne.

## Origines
Depuis septembre 1939, la Pologne subit de la part des nazis et des soviétiques une occupation féroce. Le pays est considéré comme une zone d’expansion coloniale : les élites polonaises (intellectuels, religieux, militaires, etc.) font l’objet d’exécutions massives, des centaines de milliers de paysans polonais sont expropriés et expulsés pour faire place aux colons allemands, les Juifs qui sont plus de trois millions en Pologne sont entassés dans des ghettos et mis aux travaux forcés, de même que les tsiganes et autres populations persécutées par le régime nazi.

## Organisations

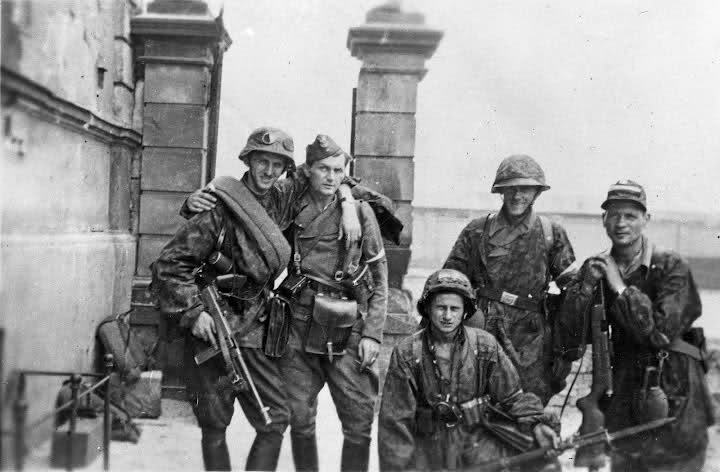
Des soldats de Kedyw dans la rue Stawki dans le quartier de Wola - Insurrection de Varsovie en 1944.

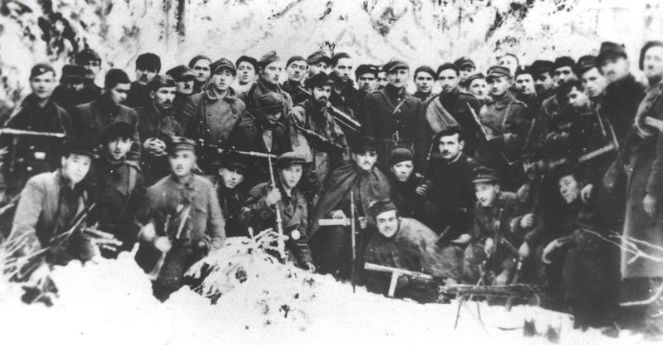
Partisans polonais de la région de Kielce - unité « Jędrusie » en 1945.

Dès le début de l’occupation, de nombreuses organisations armées secrètes virent le jour. Ce furent cependant les structures soumises au gouvernement polonais en exil à Londres qui eurent le plus d’importance.
- Armia Krajowa (« Armée de l'Intérieur » ou AK), fidèle au gouvernement polonais en exil, fut la plus importante de toutes les organisations de résistance polonaise. Créée à l’automne 1939 comme le Service à la Victoire de la Pologne (Służba Zwycięstwu Polsce), puis transformé en novembre 1939 en Union de la lutte armée (Związek Walki Zbrojnej, ZWZ) pour devenir en 1942 l’Armée Intérieure (Armia Krajowa, AK), elle intégra la plupart des autres groupes polonais de résistance armée (à l'exception des communistes et des groupes d'extrême droite)[1],[2]. Elle était le bras armé de l'État polonais clandestin et était organisée sur le modèle d’une armée régulière, avec un état-major, ses propres mesures de justice, une aumônerie et une administration territoriale. Elle fonctionnait en Pologne occupée mais également en Allemagne, en URSS et en Hongrie où elle menait des actions de diversion et d’espionnage. Le but de l’AK était l’insurrection générale mais les autorités émigrées, qui craignaient les représailles contre la population civile, s’opposaient aux activités militaires excessives, surtout à la guérilla. On tentait de limiter les actions courantes à la propagande, au renseignement, à la diversion, au sabotage, à la défense de la population, à l’exécution des sentences contre les collaborateurs ou les plus dangereux représentants des autorités d’occupation. Entre 1940 et 1944, les troupes de l’AK (et du ZWZ) menèrent environ 730 actions de ce type[3]. La lutte ouverte fut menée à partir au milieu de l’année 1944, dans le cadre de l’Action « Burza  (Opération Tempête). Son point culminant fut l’insurrection de Varsovie.

La plupart des autres organisations de résistance polonaises furent créées par un parti politique ou une faction, dont :
- Bataliony Chłopskie (« Bataillons des paysans »). Créés par le Parti paysan polonais (PSL) en 1940-1941, ils fusionnèrent en partie avec l’AK de 1942 à 1943[4] ;
- Gwardia Ludowa WRN (« Garde populaire Liberté, Égalité, Indépendance »). Créé en 1939 d'une faction du Parti socialiste polonais, Liberté, Égalité, Indépendance, ce mouvement rejoignit le ZWZ vers 1940, et par la suite fusionna avec l’AK[5],[6] ;
- Konfederacja Narodu (« Confédération de la Nation »). Créée en 1940 d'une faction du parti d'extrême droite Obóz Narodowo-Radykalny (Camp national-radical ou ONR)[7], elle fusionna partiellement avec le ZWZ vers 1941 pour finalement rejoindre l’AK vers la fin de 1943 ;
- Narodowa Organizacja Wojskowa (« Organisation militaire nationale » ou NOW). Créée par Stronnictwo Narodowe (Parti national (pl)) en 1939, elle fut en grande partie intégrée à l’AK autour de 1942[8] ;
- Narodowe Siły Zbrojne (« Forces armées nationales » ou NSZ). Créées en 1943 à partir des unités mécontentes de NOW, elles n'étaient pas entièrement subordonnées à l’AK, mais considérées comme alliées[8],[9],[10] ;
- Obóz Polski Walczącej (« Camp de lutte polonais »), établi par Obóz Zjednoczenia Narodowego (pl) (Camp de l'unité nationale ou OZN ou Ozon) en août 1942, il fut subordonné à l’AK en 1943[11] ;
- Armia Ludowa (« Armée populaire » ou AL). Organisation pro-soviétique et communiste, soutenue par l'Union soviétique et contrôlée par le Polska Partia Robotnicza (« Parti ouvrier polonais » ou PPR)[12], elle fut créée le 1er janvier 1944 et refusa de rejoindre l’AK.

« Dans l'ensemble des opérations de renseignement de l'ennemi à l'encontre de l'Allemagne, le service de renseignement du mouvement de résistance polonais a une grande importance. L'étendue et l'importance des opérations de la résistance polonaise, qui a été ramifiée vers des groupes plus petits et bien organisés, ont été (selon diverses sources) mis au jour par de grandes opérations de sécurité de la police. »

— Heinrich Himmler, 31 décembre 1942.

## Effectifs
Dans l'ensemble, la résistance polonaise est souvent décrite comme la plus importante ou l'une des plus importantes organisations de résistance durant la Seconde Guerre mondiale en Europe[a].
À sa création en février 1942, Armia Krajowa comptait environ 100 000 membres. Au début de 1943, elle était  forte d'environ 200 000 membres. En été 1944, lorsque l'Action Burza fut déclenché (opération Tempête), ses effectifs s’évaluent entre 300 000 et 500 000.
Les effectifs de la deuxième plus grande organisation de résistance, Bataliony Chłopskie (Bataillons de paysans), avant leur fusion partielle avec l’AK été 1944, sont estimés à environ 160 000 hommes.
Le troisième plus important groupe était le Narodowe Siły Zbrojne (Forces armées nationales ou NSZ) avec environ 70 000 hommes vers 1943-1944; seule une petite partie de cette force fusionna avec l’AK.
Une estimation datant de l'été 1944 évaluait la force de l’AK et ses alliés, y compris le NSZ, à 650 000 hommes.
À son apogée en 1944, Armia Ludowa (communiste), qui ne fusionna jamais avec l’AK, comptait environ 30 000 personnes.

## Actions, opérations et services de renseignement les plus notables

### 1939

#### Création deTajna Armia Polska

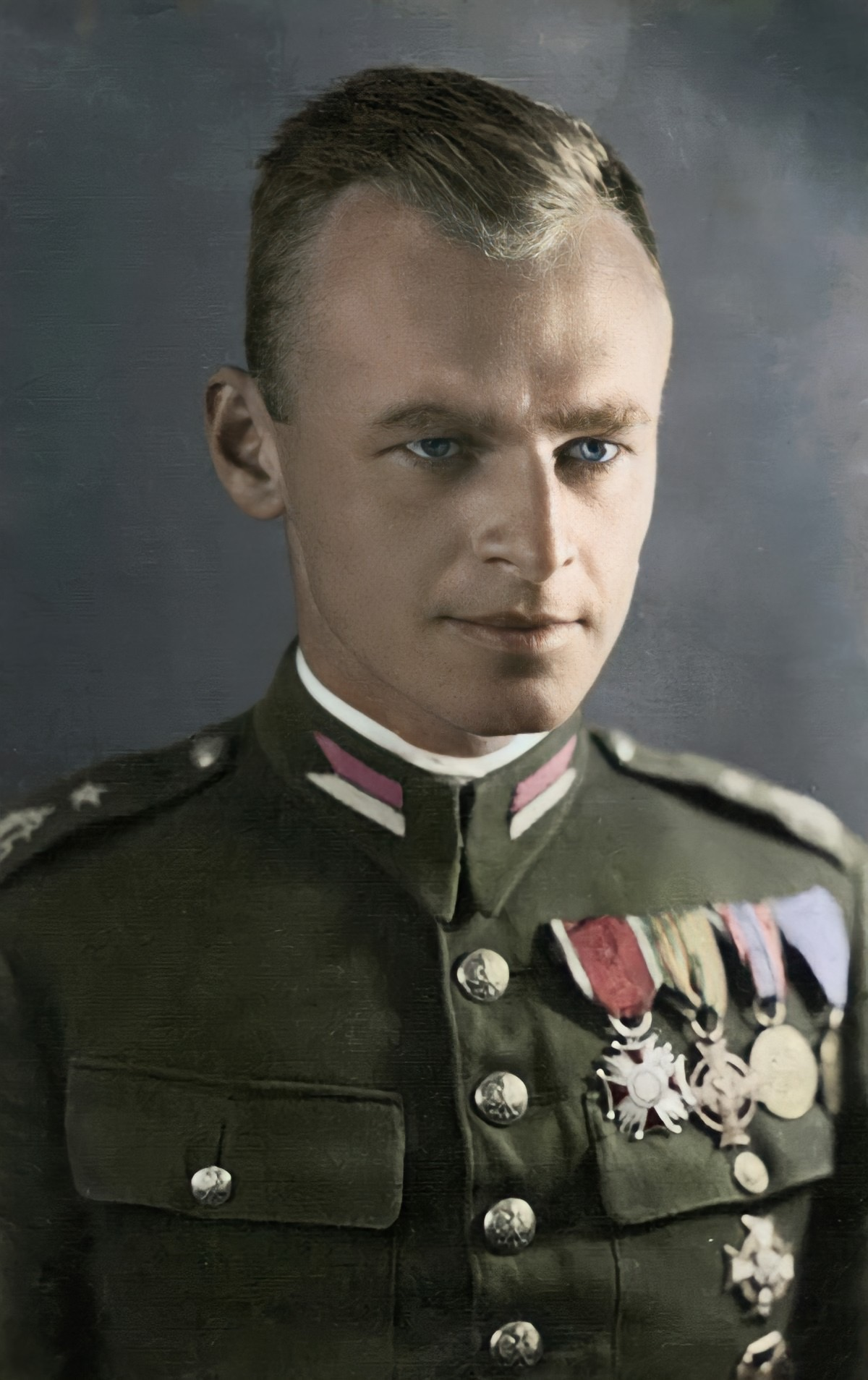
Witold Pilecki, fondateur de l'organisation TAP et agent secret de la résistance polonaise à Auschwitz.

Le 9 novembre 1939, deux soldats de l'armée polonaise Witold Pilecki et le major Jan Włodarkiewicz fondent la Tajna Armia Polska (« Armée secrète polonaise », TAP), l'une des premières organisations de résistance en Pologne occupée. Pilecki devient son commandant organisationnel alors que la TAP s’étendait pour couvrir non seulement Varsovie, mais également Siedlce, Radom, Lublin et d'autres grandes villes du centre de la Pologne. En 1940, la TAP dispose d’environ 8 000 hommes (plus de la moitié d'entre eux sont armés), quelque 20 mitrailleuses et plusieurs fusils antichars wz.35. Plus tard, l'organisation est incorporée à la Związek Walki Zbrojnej (Union pour la lutte armée, ZWZ), rebaptisée ensuite et mieux connue sous le nom d'Armia Krajowa (Armée de l’intérieur ou AK).

### 1940

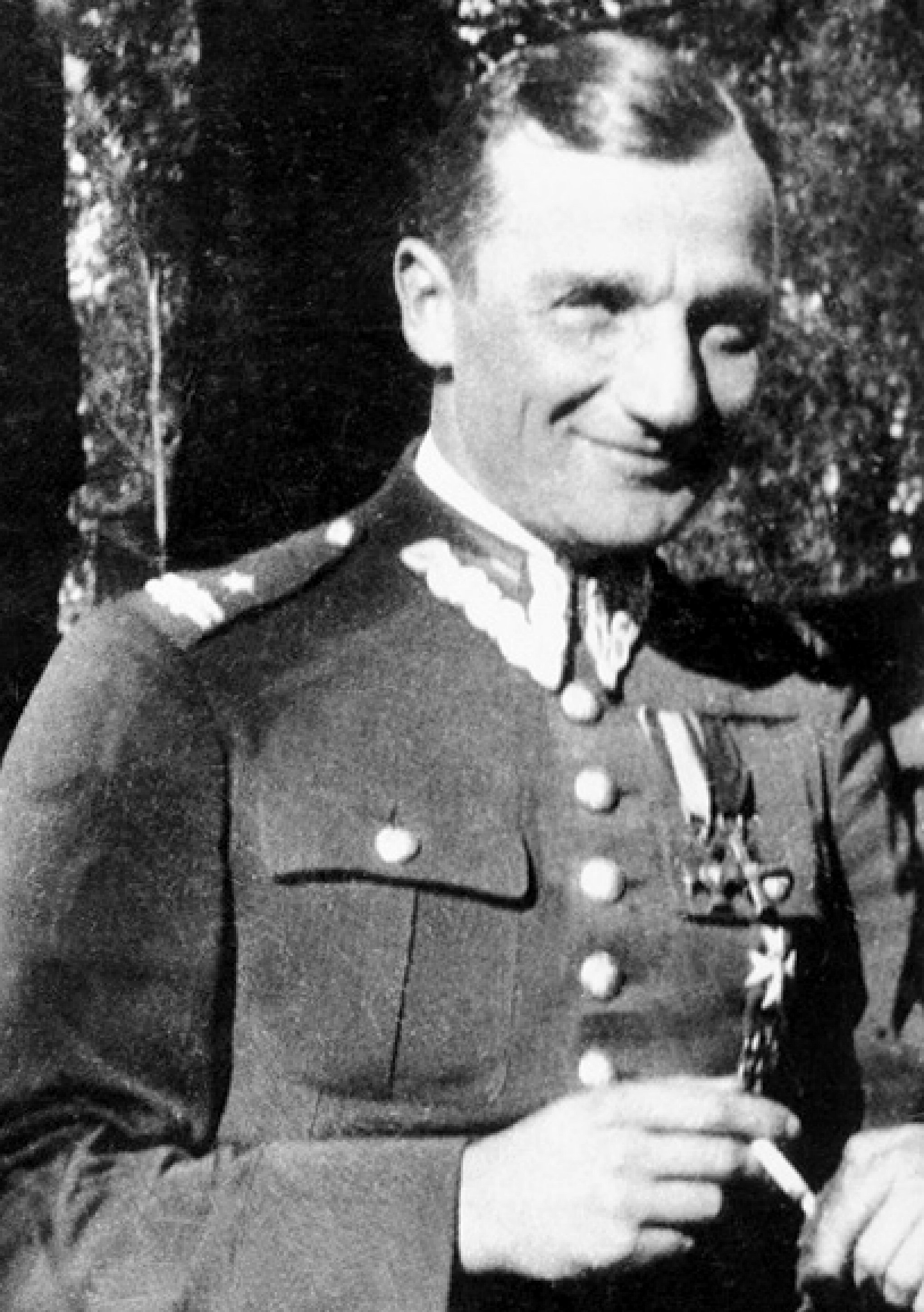
Major Henryk Dobrzański alias « Hubal ».

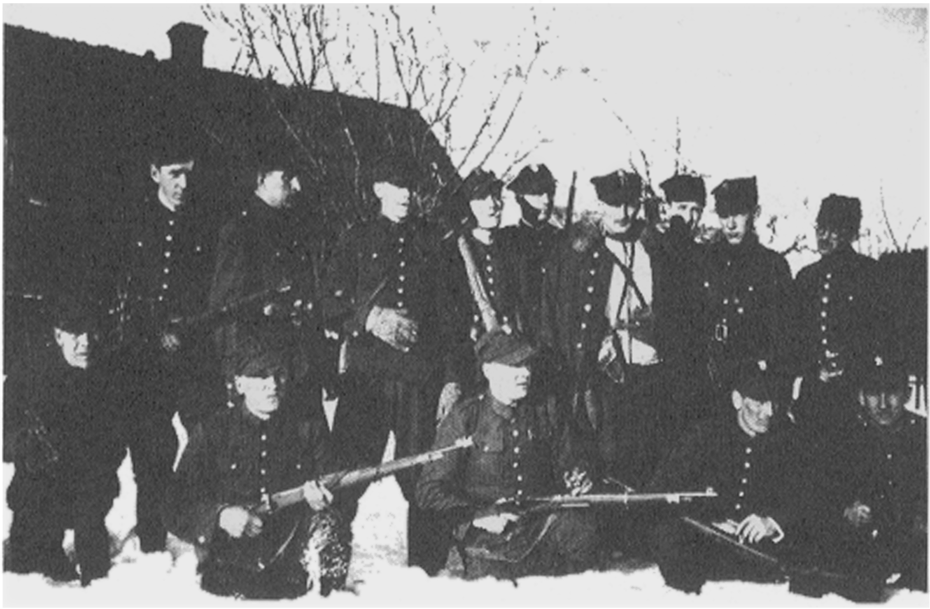
« Hubal » et son unité de partisans - hiver 1940.

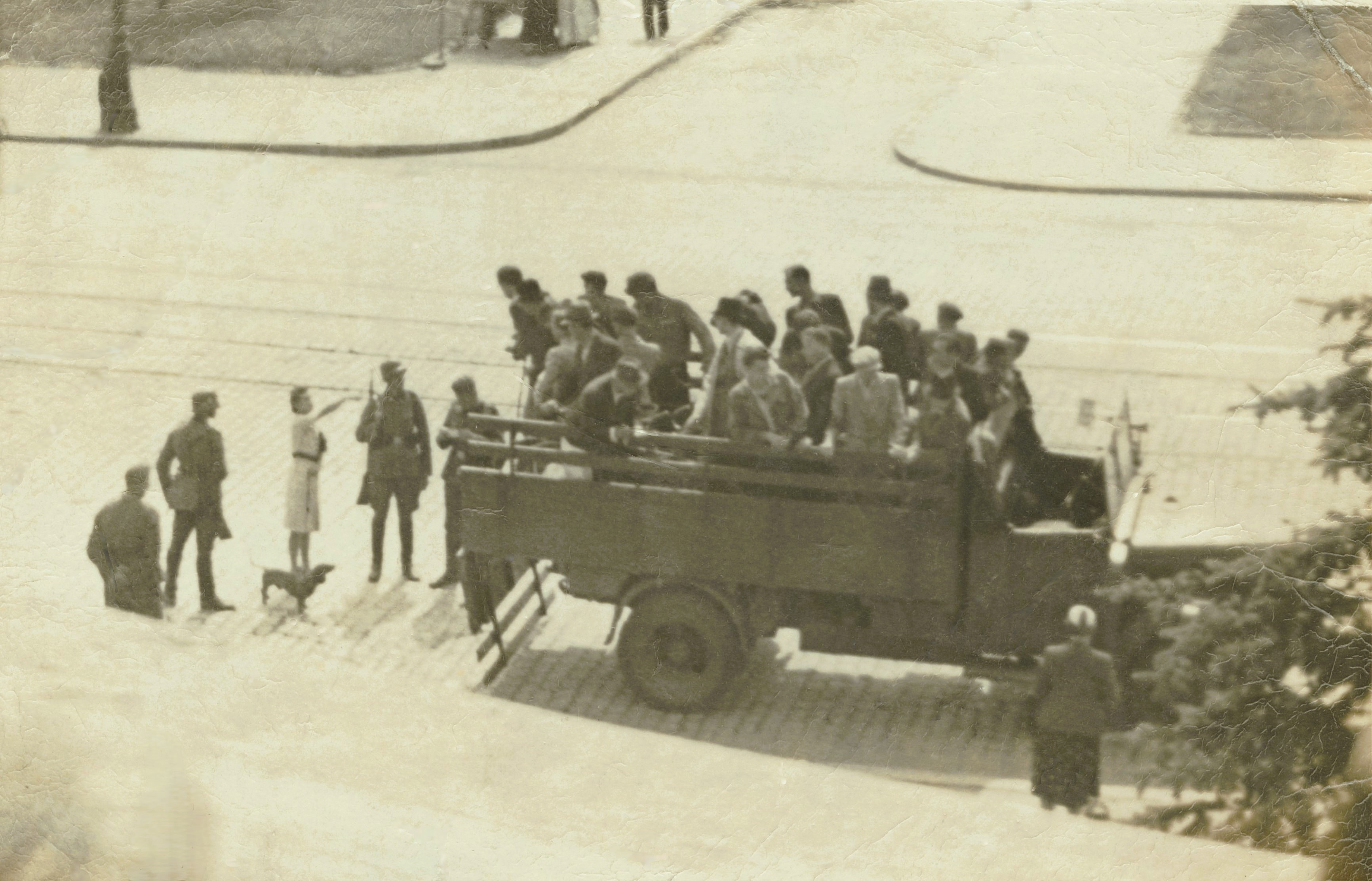
Une łapanka, peut-être celle dans laquelle Witold Pilecki fut capturé à l'automne 1941, dans le quartier de Żoliborz à Varsovie.

#### Soulèvement deCzortków
Dans la nuit du 21 au 22 janvier 1940, dans la ville de Tchortkiv (actuellement en Ukraine) occupée par les Soviétiques, éclata le premier soulèvement civil polonais contre les forces d'occupation. 100 à 250 Polonais, pour la plupart des adolescents des écoles secondaires, prirent d'assaut les casernes de l'Armée rouge et une prison, afin de libérer les soldats polonais qui y étaient emprisonnés. Après une courte fusillade dans laquelle trois soldats soviétiques et 14 Polonais trouvent la mort, les attaquants sont dispersés. Il y a de nombreux blessés. En représailles, les troupes de la police secrète soviétique (NKVD) incarcèrent quelque 150 hommes, 24 étudiants sont interrogés brutalement et torturés.

#### Związek Organizacji Wojskowej
En août 1940, après l'arrestation et la déportation au camp d'Auschwitz de ses membres, la direction du TAP considéra l'idée d'envoyer quelqu'un à l'intérieur du camp pour étudier la possibilité de les faire libérer ou d'organiser leur évasion. Witold Pilecki se porta volontaire pour cette mission. Le 19 septembre 1940, Pilecki se laissa délibérément prendre lors d'une rafle à Varsovie et se fit déporter à Auschwitz. Dans le camp, il reprit contact avec les membres de TAP arrêtés : Władysław Surmacki, Władysław Dering, Jan Dangl, Stanisław Maringe et d'autres. Ensemble, ils fondent le mouvement clandestin Związek Organizacji Wojskowej - ZOW (en français : « Union des organisations armées »). En octobre 1940, ZOW envoie son premier rapport sur le fonctionnement du camp et le génocide qui s'y déroule à l'état-major à Varsovie.

#### Major Hubal
Fin septembre 1939, n'acceptant pas de voir son détachement dissous, major Dobrzański prit le nom de guerre "Hubal" et forma le dernier détachement de soldats réguliers à se battre en Pologne (son unité de cavalerie continua à arborer l'uniforme). C'est fut le premier groupe de résistance armé constitué. En mars 1940, Hubal et ses hommes détruisent un bataillon et causent de lourdes pertes à un autre détachement allemand dans une escarmouche près du village d’Huciska. Quelques jours plus tard, dans une embuscade près du village de Szałasy, Hubal inflige de lourdes pertes à une autre unité allemande. Pour contrer cette menace, les autorités allemandes forment une unité spéciale anti-partisan mixte SS-Wehrmacht, forte de huit mille hommes et comprenant un groupe de Panzer, bien que l'unité du major Dobrzanski ne dépassa jamais 300 hommes,.

#### Wawer
À la fin de 1940, Aleksander Kamiński créa une organisation de résistance de la jeunesse polonaise Wawer. Elle faisait partie des Szare Szeregi (littéralement « Rangs gris », nom de code de l'Association clandestine des scouts polonais). Cette organisation réalisa de nombreuses opérations de sabotage en Pologne occupée. Sa première action fut de commémorer le premier anniversaire du massacre de Wawer. Le 26 décembre 1939, en représailles de la mort de deux sous-officiers allemands, le major général Friedrich Wilhelm Wenzel condamna à mort 114 hommes, âgés de 16 à 70 ans arrêtés à Wawer (un quartier de Varsovie) et à Anin. Vers Noël 1940, les membres de Wawer peignirent « Pomścimy Wawer » (Nous vengerons Wawer) sur les murs de Varsovie. Au début, ils peignaient l'ensemble du texte, puis pour gagner du temps ils le raccourcirent à deux lettres, P et W. Plus tard, ils inventèrent la Kotwica (Ancre) qui devint le symbole de la résistance polonaise en Pologne occupée.

### 1941

#### Opération N
L'opération N débuta en avril 1941. Dirigée par Tadeusz Żenczykowski et menée jusqu'à avril 1944, elle impliquait le sabotage, la subversion et des activités de propagande noire.

#### Rapports Pilecki
En mars 1941, les rapports de Witold Pilecki furent transmis au gouvernement polonais à Londres et, à travers lui, au gouvernement britannique et à d'autres instances alliées. Ces rapports informèrent les Alliés sur l'Holocauste et furent la principale source de renseignements sur Auschwitz-Birkenau.

#### Exécution des collaborateurs nazis
Le 7 mars 1941, des agents de l'AK exécutèrent l’acteur et collaborateur nazi Igo Sym (pl). En représailles, 21 otages polonais furent exécutés et plusieurs acteurs polonais furent arrêtés et déportés à Auschwitz, dont Stefan Jaracz et Leon Schiller.

#### Services de renseignement en Afrique du Nord
En juillet 1941, Mieczysław Słowikowski, utilisant le nom de code « Rygor » (« Rigueur » en polonais), mit en place l'Agence Afrique (pl), l'un des réseaux de renseignement les plus efficaces de la Seconde Guerre mondiale. Il fut aidé par le lieutenant-colonel Gwido Langer et le major Maksymilian Ciężki. Les informations recueillies par l'Agence en Afrique du Nord furent utilisées par les Américains et les Britanniques dans la planification de l'opération Torch en novembre 1942. Ce débarquement en Afrique du Nord fut le premier grand débarquement allié de la guerre, et son succès ouvrit la voie à la campagne d'Italie.

### 1942

#### Évasion d'Auschwitz

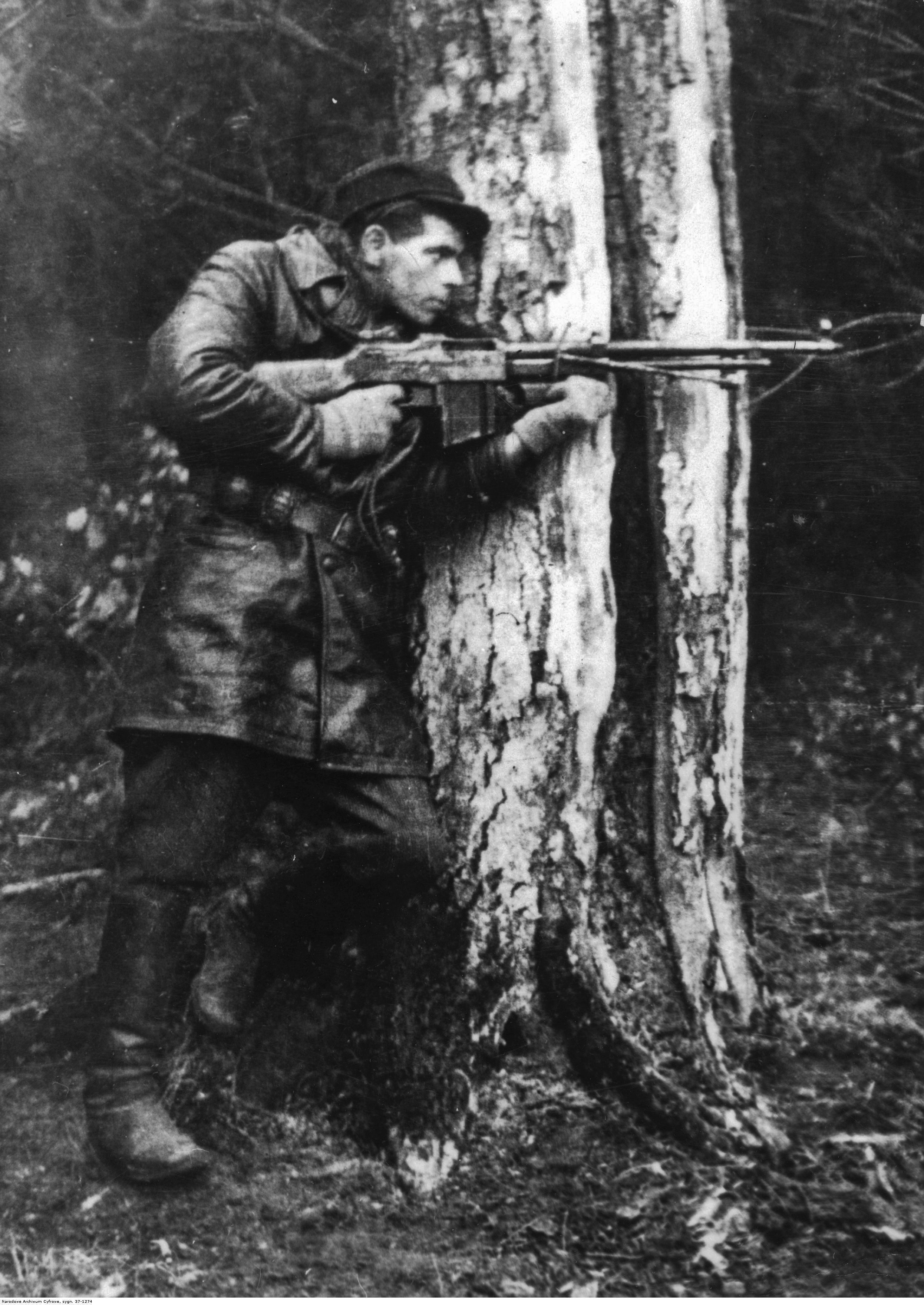
Partisan polonais Zdzisław de Ville "Zdzich", membre de l’AK "Jędrusie" avec la version polonaise du M1918 BAR.

Le 20 juin 1942 eut lieu l'évasion la plus spectaculaire du camp de concentration d'Auschwitz. Kazimierz Piechowski, Stanisław Jaster (pl) et Józef Lempart et Eugeniusz Bendera (pl) volent des uniformes de SS, des fusils et une voiture décapotable Steyr 220 utilisée par le commandant du camp Rudolf Höss lui-même. 
Ils ne possèdent alors nul document et c'est la maîtrise de soi et la connaissance parfaite d'allemand de Piechowski qui facilitent l'évasion. Les Allemands ne les reprirent jamais.

#### Żegota(Commission d'aide aux Juifs)

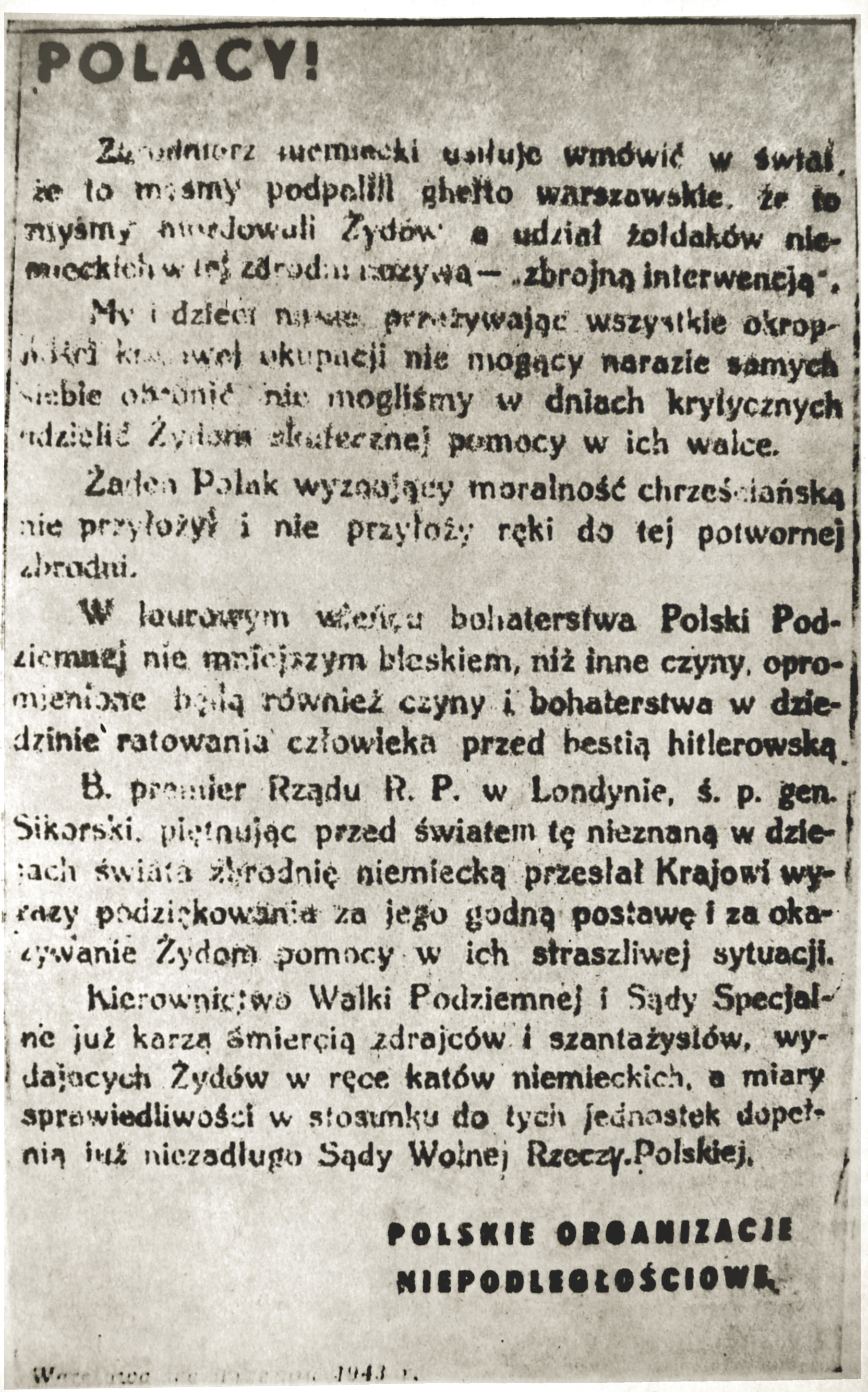
Communiqué du Conseil d'aide aux Juifs publié par Rada Pomocy Żydom mettant en garde contre la condamnation à mort pour les dénonciations de Juifs aux nazis (septembre 1943).

En septembre 1942, à la suite du déclenchement par les Allemands de l'action Reinhardt, Zofia Kossak-Szczucka et Wanda Krahelska fondent Żegota (anciennement Comité provisoire d'aide aux Juifs). Cette organisation clandestine fait partie de la résistance polonaise (Armia Krajowa). 

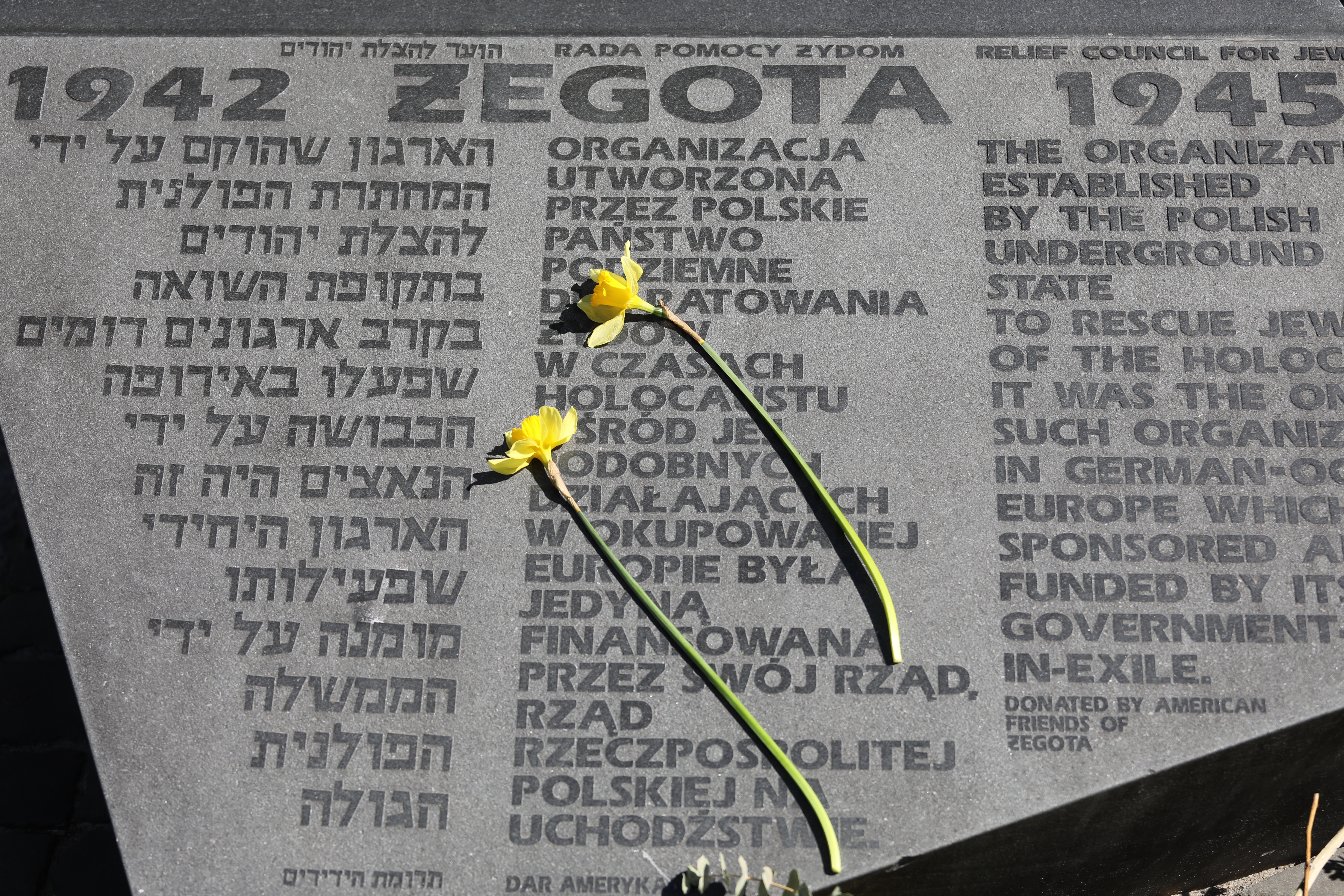
Plaque commémorative pour le de l'insurrection du ghetto de Varsovie, offerte par les amis américains de Żegota (2019).

Durant l'année 1942, les doutes sur les plans des Allemands se dissipent petit à petit dans la résistance polonaise et chez les jeunes résistants juifs. Ils prennent conscience du fait que l'aide aux Juifs devrait être coordonnée et élargie immédiatement à tout prix. La Pologne fut le seul pays en Europe occupée où une telle organisation existait. 
La moitié des Juifs qui survécurent à la guerre (plus de 50 000) furent aidés sous une forme ou un autre par Żegota. Le militant le plus connu de Żegota était Irena Sendler, chef de la division des enfants, qui a sauvé 2 500 enfants juifs en les faisant sortir clandestinement du ghetto de Varsovie, en leur fournissant de faux documents, et les abriter dans des maisons à l'extérieur du ghetto en groupe ou individuellement.

#### Rapports Karski
En 1942, le courrier de l'Armia Krajowa Jan Karski arriva à Londres et présenta au gouvernement polonais |un rapport préparé par la résistance polonaise sur la situation en Pologne occupée et en particulier sur l'Holocauste. Les Polonais le partagèrent avec les gouvernements britannique et américain. Karski rencontra des politiciens polonais en exil, dont le Premier ministre et des membres de partis politiques comme le Parti socialiste, le Parti national (pl), le Parti des travailleurs (pl), le Parti populaire (pl), le Bund juif et le Poale Zion. Il parla également à Anthony Eden, secrétaire aux Affaires étrangères britanniques, et fit un exposé détaillé sur ce qu'il avait vu à Varsovie et à Bełżec.

#### Soulèvement de Zamość

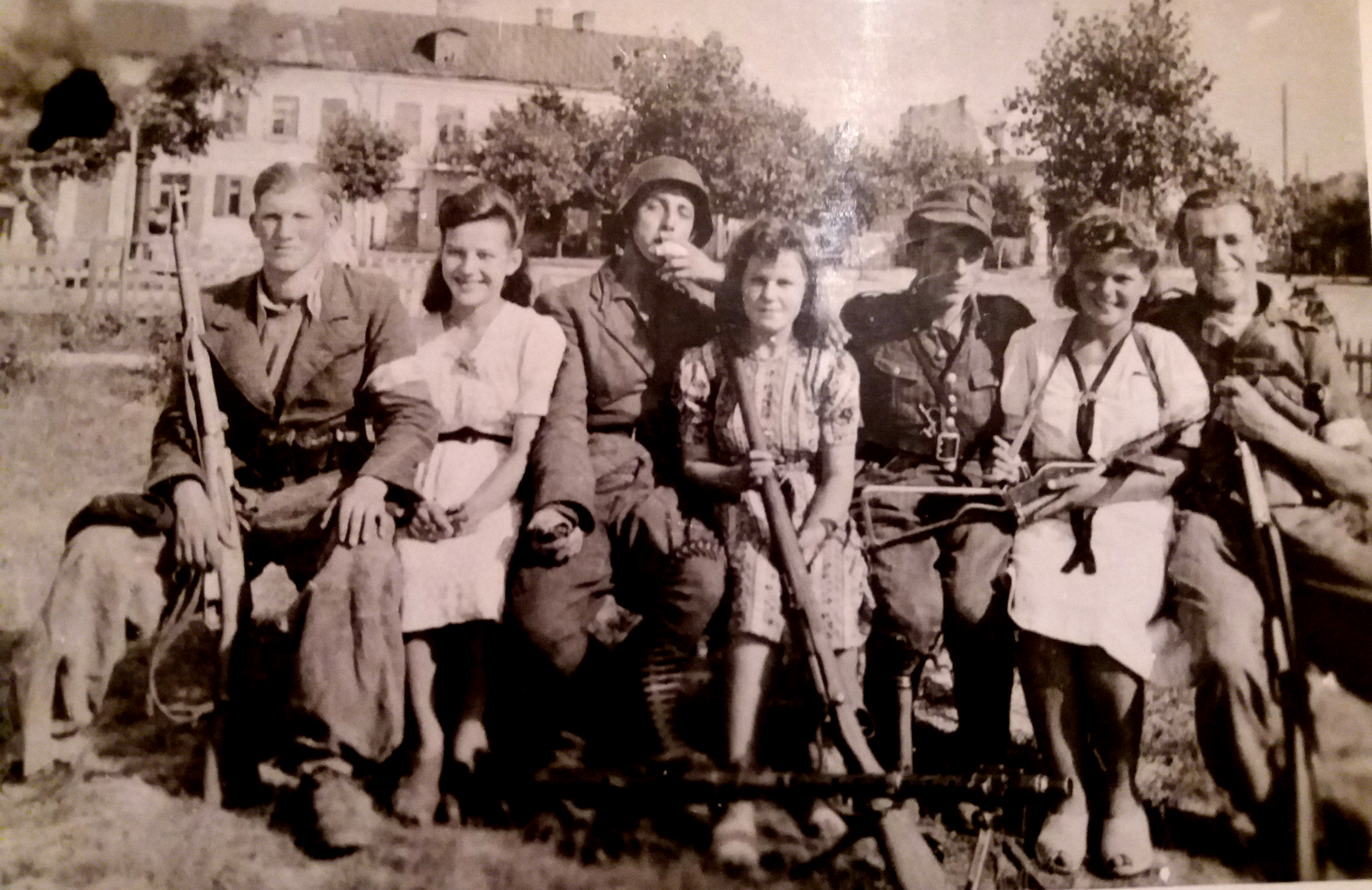
Division de bataillon paysan avec le major Stanisław Kot.

Entre décembre 1942 et juillet 1944, des unités de Armia Krajowa et Bataliony Chłopskie (« Bataillon paysan ») ainsi que des partisans soviétiques et des pro-soviétiques de Gwardia Ludowa menèrent des actions militaires contre la réalisation du plan général de l'Est (Generalplan Ost) dans le district de Zamość. Peuplée de 65 % de Polonais, de 25 % d'Ukrainiens et de 10 % de Juifs, cette région comptant 500 000 habitants avant le conflit doit accueillir une partie des 50 000 familles de Volksdeutsche destinées à repeupler les districts de Lublin et Zamość. 
Dans les villages encerclés par la police allemande et la SS, les populations reçurent l'ordre d'abandonner leurs fermes et leurs biens, à l'exception d'un bagage à main par personne, les récalcitrants et les fuyards étant exécutés. Durant cette « évacuation », la première vague, qui dura du 27 novembre au 17 décembre 1942 la commune de Skierbieszów, située au nord de Zamość et qui regroupe quarante villages, fut vidée de ses 50 000 habitants. Les Polonais expulsés furent alors rassemblés dans leur village, parfois pendant plusieurs heures, puis dirigés vers les autres villages du district à travers champs, sous la surveillance de gardes SS, qui massacrèrent les expulsés à la moindre résistance. 
Avant la fin de 1943, plus de 110 000 villageois polonais furent expulsés de quelque 297 villages, près de la moitié des expulsés furent envoyés en Allemagne au service du travail forcé ou dans les camps de concentration nazis. Des centaines de villages furent rasés et leurs habitants assassinés. Les populations locales résistèrent et les forces de résistance rassemblèrent dans les forêts plusieurs milliers de combattants. En décembre 1942, une des premières grandes batailles de partisans de la Seconde Guerre mondiale eut lieu dans la région. Malgré de lourdes pertes subies par les Polonais, les Allemands échouèrent. À la fin de l'année 1943, seuls 13 000 colons réussirent à s'installer.

#### Opération Wieniec
L'opération Wieniec (en français : « Couronne ») débuta la nuit du 7 au 8 octobre 1942. Elle cibla l'infrastructure ferroviaire près de Varsovie et réussit à interrompre le trafic des trains pendant près de 12 heures. Des opérations similaires visant à perturber les transports et les communications allemands en Pologne occupée se poursuivirent dans les mois et années suivants. Elle visait les chemins de fer, les ponts et les dépôts d'approvisionnement, principalement près des points de convergence de circuits logistiques tels que Varsovie et Lublin. En représailles, les Allemands s'en prennent à la population civile. Le 15 octobre 39 détenus de la prison de Pawiak sont fusillés et 50 autres détenus sont pendus publiquement.

### 1943

#### Peenemünde
Le 13 mars 1943, le Cichociemny Stefan Ignaszak débarqua en Allemagne. En sa qualité d'officier de renseignement de l'AK, il dirigea le réseau d'agents qui contribua à la découverte du centre de recherche et des usines de missiles de Peenemünde, un centre de fabrication et un site d'essais des bombes volantes allemandes (V1, V2), en fournissent des cartes, des croquis et des rapports. En juin 1943, l'AK transmet au renseignement britannique deux rapports qui identifiaient le hall d'assemblage des fusées, la fosse expérimentale, et la tour de lancement. Les rapports furent d’abord considérés avec incrédulité par les alliés, mais ils se révélèrent réels et permirent le bombardement des ateliers. Lorsque des informations issues des reconnaissances et du renseignement sur la fusée V-2 devinrent convaincants, le Comité de défense du Cabinet de guerre de Churchill ordonna l'opération Hydra (en) un raid de bombardement de Peenemünde en août 1943) et l’opération Crossbow. Armia Krajowa parvint également à mettre la main sur un missile V2 complet. Les spécialistes polonais le soumirent à l’examen et leurs conclusions ainsi que les pièces principles furent envoyées à Londres en juillet 1944.

#### Opération Arsenal
Elle fut la première action majeure des Szare Szeregi (en français : Rangs gris, c'était un nom de code pour l'Association du scoutisme polonais). Le 26 mars 1943, 28 scouts attaquèrent la camionnette de la prison qui transportait les détenus de Pawiak jusqu'au Quartier général de la Gestapo dans l'Avenue Szucha à Varsovie et libérèrent leur chef Jan Bytnar ainsi que 24 autres prisonniers.

#### Mission de Jan Karski à Londres et à Washington
En 1943, l'émissaire du gouvernement polonais en exil Jan Karski rencontra à Londres le journaliste, alors peu connu, Arthur Koestler. Il se rendit ensuite aux États-Unis et fit un compte rendu au président Franklin D. Roosevelt. Son rapport fut un facteur majeur dans l'information de l'Occident. En juillet 1943, à nouveau, il fit personnellement un rapport à Roosevelt sur la situation en Pologne. Il rencontra également de nombreux dirigeants du gouvernement et d'autres civils aux États-Unis, dont Felix Frankfurter, Cordell Hull, William Joseph Donovan, et Stephen Wise. Karski a également présenté son rapport aux médias, à des évêques de différentes confessions (dont le cardinal Samuel Stritch), à des membres de l'industrie cinématographique d'Hollywood et à des artistes, mais sans succès. Beaucoup de ceux à qu'il parla ne le croyaient pas ou supposaient que son témoignage était très exagéré ou encore était de la propagande du Gouvernement polonais en exil.

#### Soulèvement du ghetto de Varsovie
En avril 1943, les Allemands commencèrent à déporter les Juifs du ghetto de Varsovie ce qui provoqua son soulèvement. Il a duré du 19 avril au 16 mai. Certaines unités d'Armia Krajowa essayèrent d'aider le soulèvement. Une unité de l’AK, le Państwowy Korpus Bezpieczeństwa (pl) (Corps de sécurité nationale), commandé par Henryk Iwański alias « Bystry », combattit dans le ghetto aux côtés de Żydowski Związek Wojskowy (en français : Union militaire juive), organisation juive formée en novembre 1939 par les ex-officiers de l’armée polonaise d’origine juive : Józef Celmajster, Henryk Lipszyc, Kałmen Mendelson, Paweł Frenkel, Leon Rodal et Dawid Wdowiński. Par la suite, les deux groupes firent retraite ensemble (dont 34 combattants juifs). L'action de Iwański ne fut pas la seule action menée par la résistance polonaise pour aider les combattants juifs. Lors de l'Opération ghetto, trois cellules de l’AK, sous le commandement du capitaine Józef Pszenny (pl) alias « Chwacki » essayèrent d’ouvrir une brèche dans les murs du ghetto avec des explosifs, mais les Allemands les en empêchèrent. L’AK et le GL engagèrent les Allemands entre le 19 avril et le 23 avril à six endroits différents en dehors des murs du ghetto, tirant sur les sentinelles et les positions allemandes et dans un cas tentèrent de faire sauter une porte. Les insurgés juifs se savaient condamnés mais ils préféraient mourir en combattant que d'attendre d'être déportés vers les camps de la mort.

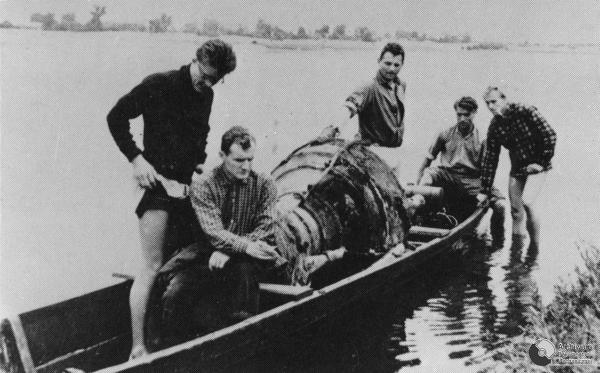
Membres de l’AK récupérant un V-2 dans la rivière Bug.

#### OpérationTaśma
Ordonnée en août 1943 par l'état-major de l'Armia Krajowa, l'opération Taśma (en français : « Bande ») fut l'une des grandes opérations militaires de l'AK pendant la guerre. En février 1944, 13 postes frontières allemands situés sur la frontière entre le Gouvernement général et les territoires annexés par le Troisième Reich furent détruits avec peu de pertes du côté polonais.

#### Opération Główki
L'opération Główki (en français : « Têtes ») fut la réponse des combattants de l'AK à la terreur exercée par les Allemands qui consistait à enlever des civils lors des rafles dans les rues des villes de Pologne, pour les exécuter ou les envoyer dans les camps de concentration ou en travail forcé en Allemagne. Entre 1942 et 1944, environ 400 personnes étaient arrêtées quotidiennement dans les rues de Varsovie. En représailles à ces actes de terreur, les dirigeants de l'état clandestin de Pologne établirent des listes de dirigeants nazis qui devraient être éliminés pour ces crimes lors des opérations ciblés. Chaque personne inscrite sur ces listes avait au préalable été individuellement jugée et condamnée par un tribunal spécial. Ainsi, le 7 septembre 1943, l'AK exécuta Franz Bürkl, un agent de haut rang de la Gestapo, responsable de l’interrogatoire brutal et de l'assassinat de milliers de Juifs, de résistants et de partisans. En représailles, 20 détenus de Pawiak furent assassinés lors d’une exécution publique par les Nazis.

#### Opération Most III
En novembre 1943, le service du renseignement de l'AK réussit à obtenir et analyser des pièces du missile V-2 testé près de Blizna en Pologne centrale où fut transférée la base d'essais de l'armée allemande après le bombardement de Peenemünde en août 1943. La nuit du 25 au 26 juillet 1944, dans le cadre de l'Opération Most III (en français : « Pont III »), quelque 50 kg des pièces les plus importantes de la fusée V-2 ainsi que les échantillons, les analyses, les rapports, les dessins et photos, furent livrés par un avion Douglas Dakota de la Royal Air Force aux Alliés stationnant à Brindisi. À la fin de juillet 1944, les parties du V-2 furent transportées à Londres.

### 1944

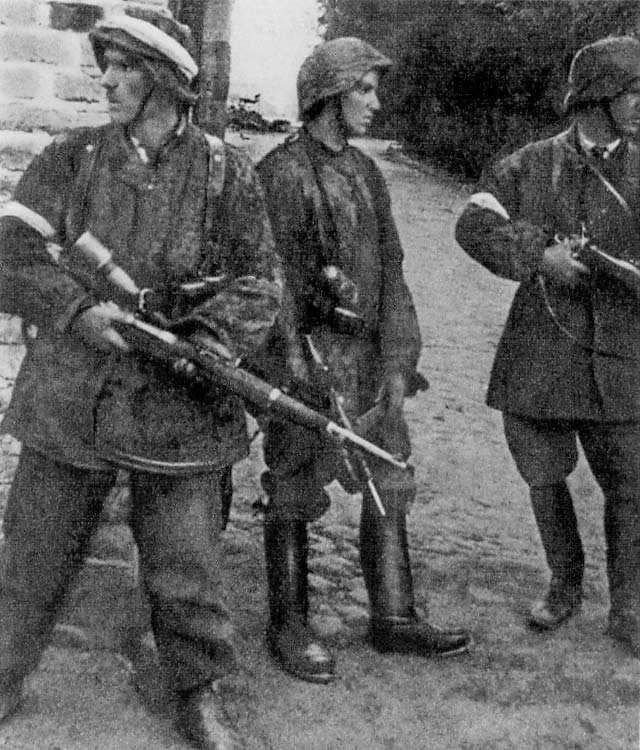
Soldats de la résistance polonaise du Batalion Zośka durant l’insurrection de Varsovie en 1944.

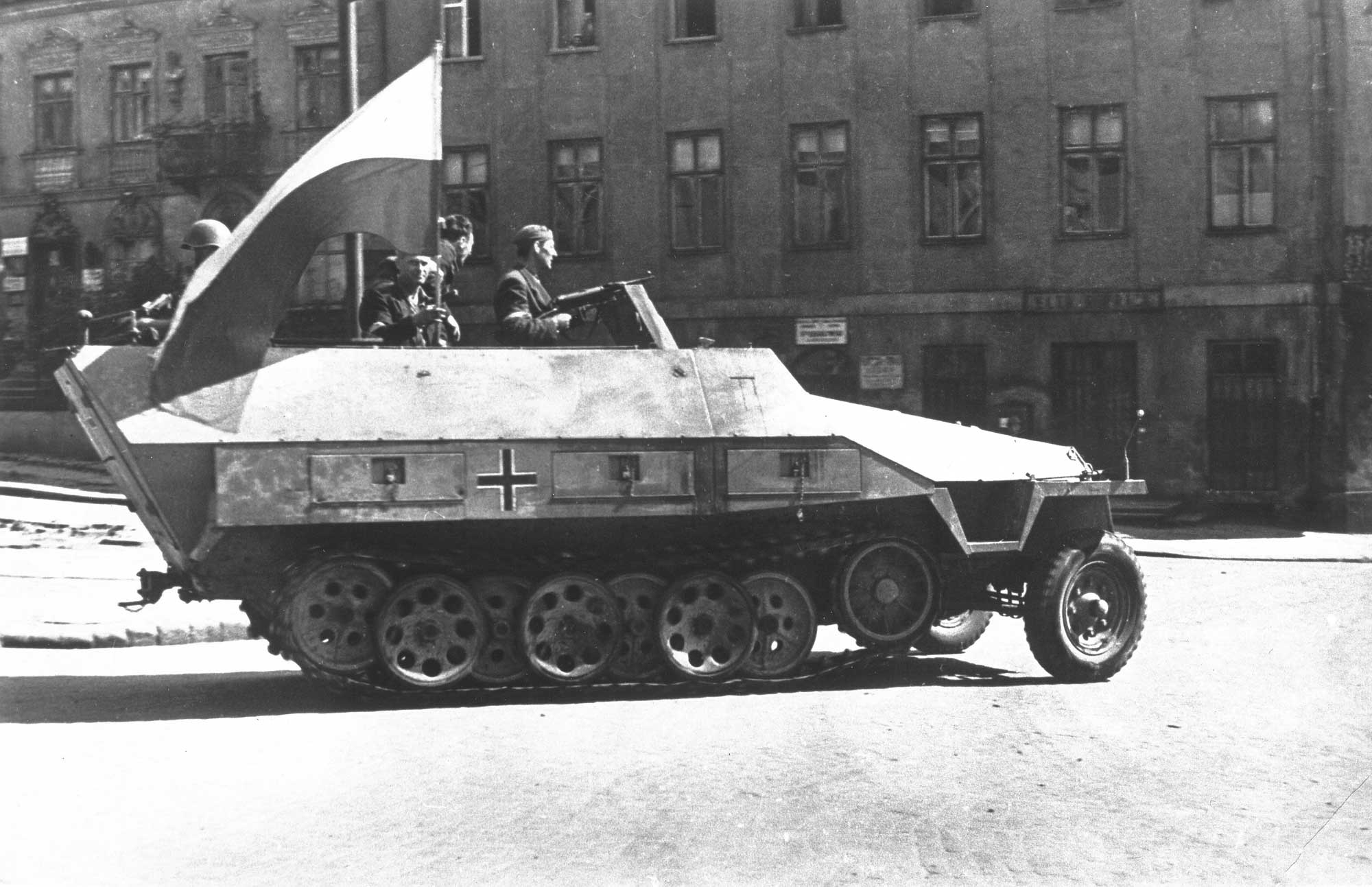
"Loup gris" avec le drapeau national polonais, véhicule blindé de combat allemand SdKfz 251 capturé par les insurgés de Varsovie, 8e régiment "Krybar", le 14 août 1944, à la 5e Panzerdivision SS Wiking.

#### Exécution de Franz Kutschera
Le 11 février 1944, les combattants du Commando Agat (pl) de l'AK exécutèrent Franz Kutschera, SS et chef de la police de Reich à Varsovie,. En représailles, le 27 février 1944, 140 détenus de Pawiak, des Polonais et des Juifs furent fusillés lors d'une exécution publique par les Allemands.

#### Bataille deMurowana Oszmianka
Du 13 mai au 14 mai 1944, eut lieu le plus grand affrontement entre l’AK et la Force lituanienne de défense territoriale, une force de sécurité, constituée de volontaires lituaniens et subordonnée à l'Allemagne nazie. La bataille de Murowana Oszmianka eut lieu aux abords et dans le village de Murowana Oszmianka (pl) en Lituanie occupée du Reichskommissariat Ostland. À l'issue de la bataille, le 301e bataillon de la Force lituanienne de défense territoriale fut mis en déroute et démantelé peu après par les Allemands.

#### Bataille dePorytowe Wzgórze
Le 14 juin 1944 se déroula une bataille entre des Polonais et des partisans soviétiques, au nombre d'environ 3 000, et les unités allemandes fortes de 25 000 à 30 000 soldats, appuyés par de l’artillerie, des chars et des véhicules blindés et par l’aviation.

#### Bataille d'Osuchy
Du 25 au 26 juin 1944, à Osuchy se déroula une des plus grandes batailles entre la résistance polonaise et l'Allemagne nazie sur le territoire de la Pologne occupée. Elle fut essentiellement une continuation du soulèvement de Zamość.

#### Opération Tempête
À partir de 1943, l'AK prépara ses forces en vue d'un soulèvement national. Le plan de l'insurrection nationale contre les occupants allemands reçut le nom de code d'Opération Tempête. Sa préparation commença à la fin de 1943, mais les actions militaires commencèrent en 1944. Ses composantes les plus connues étaient l'opération Ostra Brama, l'insurrection de Lwów (pl) et l'insurrection de Varsovie,,,.
- Opération Ostra Brama : Le 7 juillet 1944 environ 12 500 soldats de l'AK attaquèrent la garnison allemande et parvinrent à prendre le contrôle de la plus grande partie du centre-ville. De violents combats de rue dans la périphérie de la ville durèrent jusqu'au 14 juillet. Dans la banlieue est de Vilnius, les unités de l'Armée de l’intérieur coopérèrent avec des groupes de reconnaissance du Troisième front biélorusse soviétique[57]. L'Armée rouge entra dans la ville le 15 juillet, et le NKVD commença à interner tous les soldats polonais. Le 16 juillet, le QG de la 3e Front biélorusse invita les officiers polonais à une réunion et les arrêta[58],[59],[60].
- Insurrection de Lwów (en) : Le 23 juillet 1944 commença le soulèvement de Lwów. Les combats durèrent jusqu'au 27 juillet et aboutirent à la libération de la ville[61]. Cependant, peu de temps après, les soldats polonais furent arrêtés par les Soviétiques et furent soit enrôlés de force dans l'Armée rouge, soit envoyés au goulag. La ville elle-même fut occupée par l'Union soviétique[62].
- Insurrection de Varsovie: En août 1944, les forces armées soviétiques approchaient de Varsovie, le gouvernement en exil appela à un soulèvement dans la ville, afin qu'ils puissent revenir dans une Varsovie libérée et essayer ainsi d'empêcher une prise de contrôle par les communistes. L'AK, dirigé par Tadeusz Bór-Komorowski, lança l'insurrection de Varsovie[63]. Les forces soviétiques étaient à moins de 20 km, mais sur les ordres du haut commandement soviétique, elles n’apportèrent aucune aide. Staline décrivit le soulèvement comme une « aventure criminelle ». Les Polonais appelèrent à l'aide les Alliés occidentaux. La Royal Air Force et ses squadrons polonais basés en Italie, larguèrent quelques munitions, mais il était presque impossible pour les Alliés d’aider les Polonais sans l'aide soviétique. Le combat dans Varsovie était désespéré. L'AK avait entre 12 000 et 20 000 soldats armés, la plupart avec seulement des armes légères, contre une armée allemande bien armée forte de 20 000 SS et des unités de l'armée régulière. L'espoir de Bór-Komorowski que l'AK pourrait prendre et tenir Varsovie pour le retour du gouvernement de Londres ne fut jamais susceptible d'être atteint. Après 63 jours de combats acharnés, la ville fut réduite à des décombres, et les représailles furent sauvages. Les SS et les unités auxiliaires furent particulièrement brutaux. Après la reddition de Bor-Komorowski, les combattants AK furent traités comme des prisonniers de guerre par les Allemands, à la grande indignation de Staline, mais la population civile fut impitoyablement punie. Les pertes globales polonaises furent estimées entre 150 000 et 300 000 tués, 90 000 civils furent envoyés dans des camps de travail dans le Reich, tandis que 60 000 furent expédiés vers les camps de la mort et les camps de concentration dont Ravensbrück, Auschwitz, Mauthausen. La ville fut presque totalement détruite après que les sapeurs allemands aient systématiquement démoli la ville. L'insurrection de Varsovie permit aux Allemands de détruire l'AK en tant que force de combat, mais le principal bénéficiaire était Staline, qui sut imposer à la Pologne un gouvernement communiste après-guerre, avec peu de crainte d’une résistance armée.

### 1945

#### Procès des seize
En mars 1945 fut organisée, à Moscou, une parodie de procès des 16 dirigeants de l'État polonais clandestin kidnappés par l'Union soviétique (Procès des seize),,,. Le délégué du gouvernement, ainsi que la plupart des membres du Conseil de l'unité nationale et du commandant en chef de l'Armia Krajowa, furent invités  par le général soviétique Ivan Serov, avec l'accord de Joseph Staline, à sortir de la clandestinité et se rendre à une conférence sur leur éventuelle entrée au gouvernement provisoire soutenu par les Soviétiques. Ils reçurent une garantie quant à leur sécurité, mais ils furent arrêtés à Pruszków par le NKVD, le 27 et 28 mars,. Leopold Okulicki, Jan Stanisław Jankowski (pl) et Kazimierz Pużak (pl) furent arrêtés le 27 et 12 autres le lendemain. Alexander Zwierzynski (pl) avait été arrêté plus tôt. Ils furent amenés à Moscou pour interrogatoire à la Loubianka,,. Après plusieurs mois d'interrogatoire brutal et de torture, ils furent accusés de « collaboration avec l'Allemagne nazie » et « de planification d'une alliance militaire avec l'Allemagne nazie »,.

#### Persecution des résistants
Dans les dernières années de la guerre, il y avait de plus en plus de conflits entre partisans polonais et partisans soviétiques. Les soldats maudits continuèrent à s'opposer aux Soviétiques longtemps après la guerre. Le dernier soldat maudit, membre de la résistance anti-communiste en Pologne (en), fut Józef Franczak tué avec une arme de poing par la ZOMO en 1963.

#### Libération du camp de Holýšov
Le 5 mai 1945 en Bohême, la brigade Narodowe Sily Zbrojne libéra des prisonniers d'un camp de concentration nazi à Holýšov, dont 280 femmes juives. La brigade subit de lourdes pertes.
| Action de sabotage ou de diversion                     | Nombre cumulé |
| ------------------------------------------------------ | ------------- |
| Locomotives endommagées                                | 6 930         |
| Retard sur la réparation de locomotives                | 803           |
| Transports ayant déraillé                              | 732           |
| Transports incendiés                                   | 443           |
| Wagons de chemins de fer endommagés                    | 19 058        |
| Ponts de chemin de fer pulvérisés                      | 38            |
| Coupures de courant sur le réseau de Varsovie          | 638           |
| Véhicules de l'armée endommagés ou détruits            | 4 326         |
| Avions endommagés                                      | 28            |
| Réservoirs de carburant détruits                       | 1 167         |
| Carburant détruit (en tonnes)                          | 4 674         |
| Puits de pétrole endommagés                            | 5             |
| Wagons de laine de bois détruits                       | 150           |
| Stocks militaires incendiés                            | 130           |
| Perturbation dans la production d'usines               | 7             |
| Montages sabotés de pièces de moteurs d'avions         | 4 710         |
| Montages sabotés de bouches de canons                  | 203           |
| Montages sabotés dans l'industrie des missiles         | 92 000        |
| Montages sabotés de station de radio                   | 107           |
| Montages sabotés de condenseurs                        | 70 000        |
| Montages sabotés dans les tours (industrie électrique) | 1 700         |
| Dommages à d'importantes usines de machines            | 2 872         |
| Actes divers de sabotages                              | 25 145        |
| Assassinats planifiés d'Allemands                      | 5 733         |

## Mouvements / unités
- Organisation militaire anti-faciste (en)
- Armia Krajowa
- Armia Ludowa
- Bataliony Chłopskie
- Brygada Swiętokrzyska (en)
- Gwardia Ludowa
- Gwardia Ludowa WRN
- Leśni (en)
- Narodowa Organizacja Wojskowa
- Narodowe Siły Zbrojne
- Obóz Polski Walczącej
- Państwowy Korpus Bezpieczeństwa (pl)
- Polska Armia Ludowa (pl)
- Soldats maudits
- Szare Szeregi
- Związek Odwetu (en)
- Związek Walki Zbrojnej
- Żydowska Organizacja Bojowa
- Związek Organizacji Wojskowej
- Żydowski Związek Wojskowy